# Master Series 88–96
Master Series 88–96 es el título de un álbum de grandes éxitos de Army of Lovers, publicado en países europeos por PolyGram International. Es un título en la colección Master Series.
Es una compilación de los mayores éxitos de la banda, incluyendo When The Nigh Is Cold, que fue previamente inédito en CD.

## Lista de canciones

### CD
1. Crucified
2. Ride The Bullet (1991 Remix)
3. My Army Of Lovers
4. Obsession
5. Love Me Like A Loaded Gun
6. When The Night Is Cold
7. We Stand United
8. Candyman Messiah
9. Judgement Day
10. Israelism
11. La Plage De Saint Tropez
12. I Am
13. Lit De Parade
14. Sexual Revolution
15. Stand Up For Myself
16. Give My Life
17. Venus & Mars
18. The Day The Gods Help Us All

- Datos: Q4043786